# 杰拉尔德·福特
小杰拉尔德·鲁道夫·福特（英語：Gerald Rudolph Ford, Jr.，/ˈdʒɛrəld/ JERR-əld；1913年7月14日—2006年12月26日），生于美国內布拉斯加州奥马哈，美国政治人物，美国第40任副总统和第38任总统，第二次世界大战期間於美国海军服役。
战后福特成为了一个坚定的“国际主义者”，他在密歇根地区击败了同党秉持孤立主义的在任众议员而入主众议院。1963年他當選为众议院少数党领袖直到1973年。在水门事件高潮时期，当时的副总统斯皮罗·阿格纽捲入其他争端引咎辞职后，福特由理查德·尼克松任命为副总统（任期为1973年12月6日－1974年8月9日）。1974年8月9日理查德·尼克松辞职后，福特继任美国总统。他是美国历史上唯一一位未经选举就接任副总统以及总统的人，且与他的副总统纳尔逊·洛克菲勒是美国历史上僅有的两位并无经过选举就接任的正副总统。
福特执政期间，在外交上從越南撤军、持續緩和與中蘇之外交關係，但繼續維持與中華民國的邦交及共同防禦條約、簽訂赫爾辛基協議，國內則面臨嚴重的通货膨胀以及经济萧条，在參眾兩院因水門案影響而由民主党占絕對多数的情況下，福特被迫否決多項國會通過的法案。其上任後特赦尼克森之決定也引來批評。在1976年大選中被民主党总统候选人吉米·卡特以微弱优势所击败。

## 早年生涯

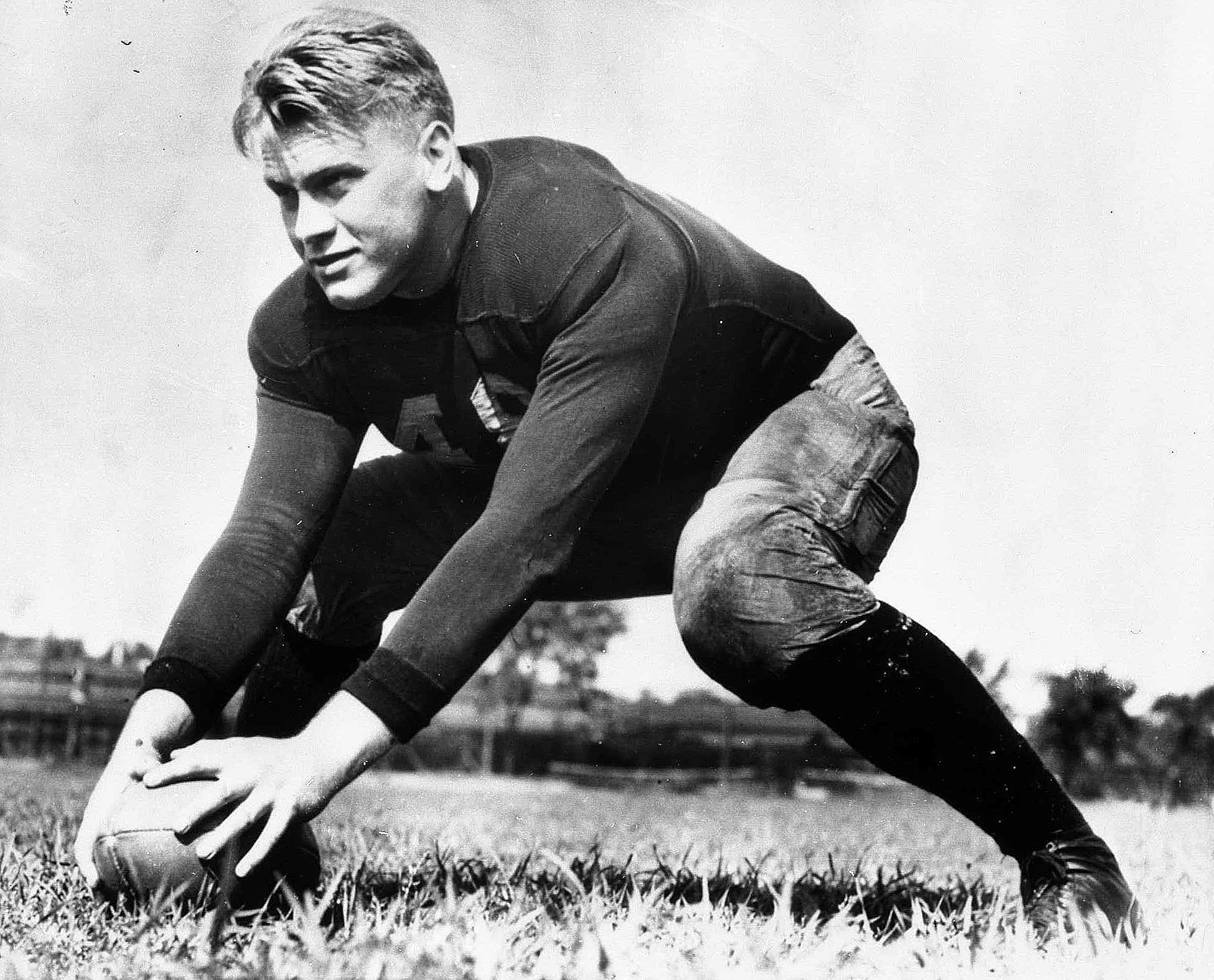
參與密歇根大學美式足球隊的福特（1933年）

福特1913年7月14日出生在內布拉斯加州欧马哈，原名小萊斯利·林奇·金恩（Leslie Lynch King, Jr.）。他出生两年后他父母离婚，两年后他母亲移居密歇根州再婚。虽然福特未被他的继父正式受为养子，但他還是改名为杰拉尔德·鲁道夫·福特。福特在密歇根州大急流城长大，一直到他15岁时，他才知道他的父亲实际上是他的继父。福特本人说：“我继父是一个非常伟大的人，我母亲同样好。对于我的家庭成长我找不出更好的描写了。”
福特参加美国童军并获得其最高级别。甚至在他入主白宮后他往往依然将這獎項称为是他获得的最高成就。此后福特又获得了特别最高级别奖章。他在大急流城上学，是一个当地著名的运动员。他被選為高級中學橄榄球队队长并因此受到大學球探的注意。
福特进入密歇根大学，成为大学美式足球队的中锋，并帮助这支队在1932年至1933年的赛季中不败。福特离开他的母校后，他的母校没有再将他的号码（48号）给别人。作为学校的一个秘密社团的成员，福特1935年毕业后拒绝了國家美式足球联盟（NFL）底特律雄狮和绿湾包装工为他提供的合同而是去学法学。
在就读于耶鲁大学法学院时福特签署了一份要求通过美国中立法的请求书。这份请求书在美国流传非常广泛，并导致了反对美国加入第二次世界大战的美国第一委员会的成立。但很快福特就改变了他的反对美国参战的观点。
1941年福特从耶鲁大学法学院毕业，此后不久就被允许在密歇根州从事律师职务。但他还没有正式入门之前，国外的情势就打乱了他的计划。珍珠港事件后他參加了美國军隊。

## 第二次世界大战

1945年擔任美國海軍少校的福特

1942年4月福特参加美国海军预备队，获少尉级軍銜。在参加了美国海军学院的入门训练后，他成为驻北卡罗来纳州教堂山的飞行员预备生体育教练。1943年春，他开始在蒙特利號轻航空母舰擔任体育教练和炮官。福特后来一直升到助理导航官，他在曼特瑞号上参加了大多数重要的南太平洋海战，其中包括对丘克的空袭、塞班海战和占领菲律宾的战役。不过福特在战时最危险的时刻不是在敌人的炮火下，而是在1944年12月在菲律宾海上的一次剧烈颱風中。此后福特在陆上度过了战争的剩余时间。1946年2月他以少校的军阶退役。后来作为总统，福特特赦了被称为“東京玫瑰”的伊娃·达基诺（戶栗郁子）。达基诺因在战时为日本对盟军从事宣传广播而被判叛国罪。

## 婚姻和家庭

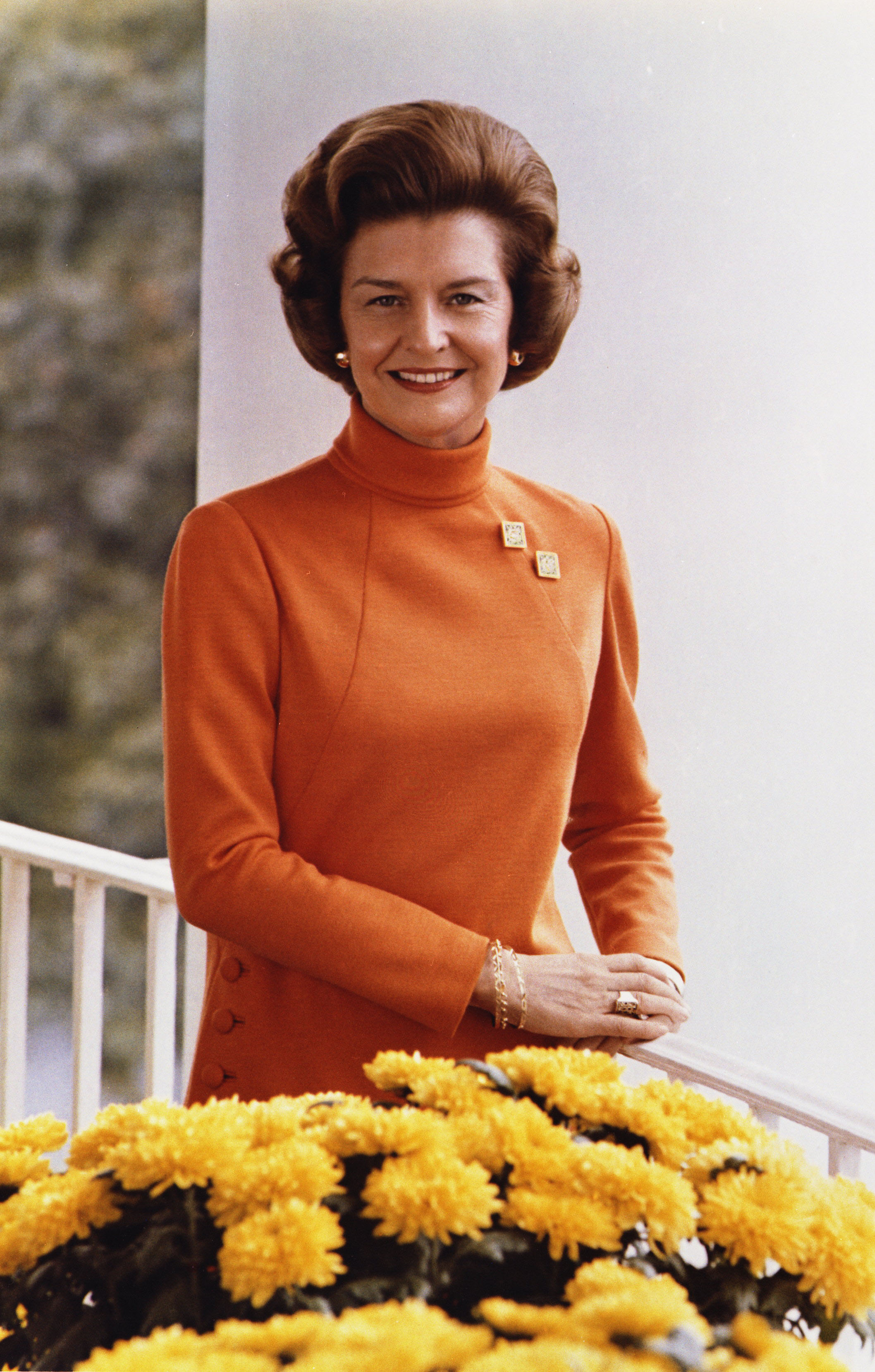
福特夫人

1948年10月15日福特与贝蒂·沃伦在大急流城结婚。福特夫人此前已经结过一次婚。两人有四个孩子：长子迈克尔（1950年出生）后来成为神父，次子约翰（1952年出生）是一名记者和公共事物顾问，三子斯蒂芬（1956年出生）是一名演员和竞技者，小女苏珊（1957年出生）是一名摄像师。
在福特任总统期间以及此后，福特夫人以其对婚前性行為、平权法案等题目的公共言论而引起注意。她与以往的美国第一夫人不同，尤其与佩特·尼克松截然不同。在福特任总统期间，福特夫人公开投身于对抗乳癌的活动中，她也支持婦女擁有墮胎權，使褔特在1980年代逐漸被共和黨主流保守派批評。福特离职后，她从事对抗酗酒和滥用毒品的活动，以及福特一家在加利福尼亚州兰乔米拉奇开办贝蒂·福特中心等活动，也受到了媒体的注意。

## 众议员
福特退役后开始主动参加当地共和党的政治活动。他的支持者建议他向当时大急流村的众议员挑战。福特在他服役的时候改变了他的世界观。他说：“我作为一个转化了的国际主义者回到家乡。而我们当时的议员当然是一个坚定的、炙热的封闭主义者。因此我想，我要取代他。没人相信我会赢，但最后我以2：1获胜。”
在他首次竞选过程中，他曾经去看望农夫并许诺说，假如他获选的话，他将在他们的农庄上干活和为牛挤奶——后来他履行了他的诺言。1961年他为他在军费委员会中的工作，被美国议会议员授予“众议员的众议员”的特殊荣誉。
从1949年到1973年，福特任众议员長達23年。他当选后第三年进入众议院拨款委员会，他是国防拨款委员会中的重要成员。他将他的哲学描写为“在内政上宽容，在外政上国际主义，在财政上保守。”1963年共和党将他选为众议院的少数派领导人。在此期间林登·约翰逊指命他参加研究约翰·肯尼迪总统被刺案的沃伦委员会的成员。该委员会所得出的李·哈维·奥斯瓦德单人刺杀了肯尼迪的结论至今有很大的争议。
从1965年到1973年福特任眾議院少數黨领袖。在此期间他以他的领导作风和不伤人的人格赢得了许多朋友。但由于他经常指责林登·约翰逊的民主黨政府的“偉大社会”政策为不必要或者浪费，以及他对约翰逊的越南战争的政策的批评，因此约翰逊很不喜欢他。作为少数黨領袖，他与著名的伊利诺州参议员埃弗里特·德克森一起召开了一系列非常著名的记者招待会来宣传共和党的政策。许多媒體人士戏称这些记者招待会为“埃弗和杰利演出”。1970年福特领导了弹劾美国最高法院法官威廉·道格拉斯的企圖。

## 副总统
副总统斯皮罗·阿格纽辞职后，理查德·尼克松于1973年10月12日任命福特为副总统。这是美国宪法第二十五修正案首次获得应用。同年11月27日参议院以92：3票，12月6日众议院以387：35票确认福特为副总统。
作为副总统福特很少受到媒体的注意。当时记者们集中精力于1972年美國總統選舉时的不法行为以及白宫内部的揭秘。作为尼克松的副总统，福特在公共场合下很少评论这场丑闻，但是私下里他表达了对尼克松的行为感到失望。
福特上任后水门事件的调查还在继续。1974年8月1日尼克松的顾问团首领亚历山大·黑格告诉福特说“机关”线索被找到了。这个线索证明尼克松本人参与了水门事件。由于当时副總統官邸天文台環路一號还在修缮，因此福特还住在他作为众议员所住的地方。福特回忆说：“黑格让我去他那里，他告诉我说周一一个新的录音带将被公布，他说这张录音带里的线索是毁灭性的。要么（总统）会被弹劾，要么会辞职。他说：‘我想警告你，形势可能会变化剧烈，你可能成为总统。’我后来说：‘贝蒂（福特的夫人），我估计我们不会住到副总统官邸裡去了。’”

## 总统（1974－1977）

### 上任
1974年8月9日，總統尼克松因水门事件辞职后，副總統福特按美国宪法第二十五修正案繼任总统。在他对两院联席会议首次进行演讲时提到了他的特殊情况：“我非常强烈地感受到，你们没有使用你们的选票来选举我，因此我请求你们，在你们的祈祷中证实我作为你们的总统。”8月20日，福特提名前纽约州长纳尔逊·洛克菲勒出任副总统职。参议院和众议院确认了洛克菲勒的副总统职。

### 特赦尼克松
1974年9月8日，福特總統決定特赦尼克松，无条件和完全赦免尼克松在他擔任总统期间所犯下的或可能犯下的任何罪行。福特在对全国的电视广播中说，他觉得这个特赦对国家利益来说是最好的，因为尼克松家庭的情况是“我们所有人都参与的美国悲剧。它永无止境，除非有人在上面写上一个结尾。我认识到只有我能做这件事，假如我能够的话，那么我必须做这件事。”在特赦尼克松的同时，福特还引入了一个对逃避越南战争兵役逃到加拿大等国的人的有条件赦免。后来吉米·卡特任总统时对这些人进行无条件赦免。
外界对尼克松的特赦引起了很强的争论。批评者嘲笑这个特赦为两人之间的“腐败交易”。他们说福特以此换取了尼克松的辞职，本人成为总统。不过至今为止没有他们二人讨论过此事的充分证据。福特本人坚持，他無論是在此之前或之后均从未与尼克松讨论过这件事。历史学家认为，这个争论是福特1976年大选失利的主要原因之一。
就像比尔·克林顿總統的夫人希拉蕊·柯林頓在當年以特赦尼克松一事攻擊福特總統，雖則她後來認同褔特的決定，在她的自傳《活出歷史》說：雖然這對國家團結來說是一件好事，但當時拿來攻擊共和黨是最容易的。

### 政府和内阁
福特上任时保持了尼克松的内阁，但在他短暂的任期内除了国务卿亨利·基辛格和财政部长威廉·西蒙之外的其他人全部被撤换。福特还任命了威廉·科尔曼为運輸部长，这是第二位任内阁职的非裔美国人和第一位进入共和党内阁的非裔美国人。
1974年福特任命乔治·赫伯特·沃克·布什为驻中华人民共和国联络处主任，1975年又改任布什为中央情报局局长。此外福特还选择了一名年轻的怀俄明州政治家迪克·切尼为白宫办公厅主任，1976年切尼还成为福特竞选活动的组织人。
| 福特内阁             | 福特内阁             | 福特内阁  |
| -------------------- | -------------------- | --------- |
| 职务                 | 名字                 | 任期      |
|                      |                      |           |
| 总统                 | 杰拉尔德·福特        | 1974–1977 |
| 副总统               | 纳尔逊·洛克菲勒      | 1974–1977 |
|                      |                      |           |
| 国务卿               | 亨利·基辛格          | 1974–1977 |
| 财政部长             | 威廉·西蒙            | 1974–1977 |
| 国防部长             | 詹姆斯·施莱辛格      | 1974–1975 |
|                      | 唐纳德·拉姆斯菲尔德  | 1975–1977 |
| 司法部长             | 威廉·赛克斯比        | 1974–1975 |
|                      | 艾德华·列维          | 1975–1977 |
| 内务部长             | 罗杰斯·摩登          | 1974–1975 |
|                      | 斯坦利·哈萨维        | 1975      |
|                      | 托马斯·克莱普        | 1975–1977 |
| 农业部长             | 厄尔·布茨            | 1974–1976 |
|                      | 约翰·克奈贝尔        | 1976–1977 |
| 贸易部长             | 弗里德里克·丹特      | 1974–1975 |
|                      | 罗杰斯·摩登          | 1975      |
|                      | 艾略特·理查森        | 1975–1977 |
| 劳工部长             | 彼得·布莱南          | 1974–1975 |
|                      | 约翰·敦洛普          | 1975–1976 |
|                      | 威廉·尤瑟利          | 1976–1977 |
| 卫生、教育和福利部长 | 卡斯帕·温伯杰        | 1974–1975 |
|                      | 福莱斯特·戴维·马休斯 | 1975–1977 |
| 住房和城市发展部长   | 詹姆斯·林            | 1974–1975 |
|                      | 卡拉·希尔斯          | 1975–1977 |
| 交通部长             | 克劳德·布里内加      | 1974–1975 |
|                      | 威廉·科尔曼          | 1975–1977 |

### 中期选举
1974年的众议院中期大选在福特上任后三个月内就进行了。在水门事件的影响下民主党大获全胜，从共和党赢得了49个席位，将其多数优势進一步擴大为435席中的291席，取得三分之二的絕對多数。福特本人的席位也被民主党人夺走。在同時的参议院选举中民主党亦增加4席，赢得100席中的60席多数。两院中民主党的多数都足以压倒总统否决权所需要的2/3多数。而这一届美国国会也是自1850年代福兰克林·皮尔斯总统任期以来压倒总统否决权次数最多的一届。

### 经济和内务政策
福特政府非常关注经济。为了克服不断上涨的通货膨胀福特于1974年10月呼吁美国公众要求他们“鞭打通货膨胀”和佩戴写着“WIN”的胸章。从今天回顾的角度来看这个措施是一个没有任何解决基本问题的措施的公共关系把戏。当时美国的通货膨胀率达7%，这么高的通货膨胀率足以阻止投资，使得资本外流和流入政府债券。
当国家经济进入萧条时经济政策开始改变。1975年3月福特和国会签署了包括降低所得税的1975年减税法令来刺激经济发展。当年纽约市面临破产时，当时的市长亚布拉罕·必姆未能从福特获得担保。《纽约每日新闻》因此登出首页标题《福特告诉城市：去死吧》。
福特还面临着一场可能的猪流感瘟疫。1970年代初流行性感冒中的H1N1猪流感病毒从猪流感演变为可以感染人。1976年2月5日迪克斯堡的一名美国陆军服役士兵神秘死亡，其他四人入院。美国疾病控制与预防中心研究结果猪流感是死亡原因。此后不久福特政府中的卫生机关要求所有美国人免疫。。為了取信民眾，福特公開在白宮接受疫苗注射，並透過媒體傳播至社會大眾。虽然免疫过程拖迟，在公共关系上也出了毛病，但是当免疫项目结束时24%的美国人进行了免疫。24人死于疫苗，因免疫死亡的人数多于猪流感导致的死亡人数。

### 外交政策
在福特执政期间美国从越南撤出所有人员，西贡淪陷。1975年4月29日至4月30日，在一片混乱之中執行的常風行動裡，美國海軍陸戰隊和美航公司（Air America）直升飞机从美國駐南越大使館和新山一空軍基地國防武官辦事處館區（DAO Compound）撤离了约1373名美国公民、5595名越南人和其他国家公民，将他们运到南中國海待命的美国军舰上，並緊急提出九億七千兩百萬預算來善後。另外因為共產黨赤柬游擊隊朝首都金邊逼進，1975年4月12日福特下令撤離美國駐柬埔寨外館，1975年4月17日，赤柬接掌柬埔寨。
1974年11月17日，福特啟程訪問日本、韓國和蘇聯，展開美國總統歷來首次訪日之旅，與時任首相田中角榮，針對石油危機以及美日安保交換了意見。
1975年4月，黎巴嫩的基督教和伊斯蘭教兩派爆發內戰。因為美國駐黎巴嫩大使館大使和助手於6月16日遭到暗殺，1976年6月20日福特下令關閉大使館並從黎巴嫩撤離116名美國人和146位第三國國民。
1976年7月7日，美國慶祝建國兩百週年，全國舉行各項慶祝活動，福特總統夫婦在白宮設晚宴款待來訪的英國女王伊麗莎白二世。
1976年8月18日，爆發板門店事件，美軍進入2級警戒狀態，福特表態支持美韓小分隊繼續砍伐阻礙視線的白楊樹，假如朝鮮士兵阻攔，美軍將進行武力反擊，8月21日，駐韓美軍完成砍伐作業。

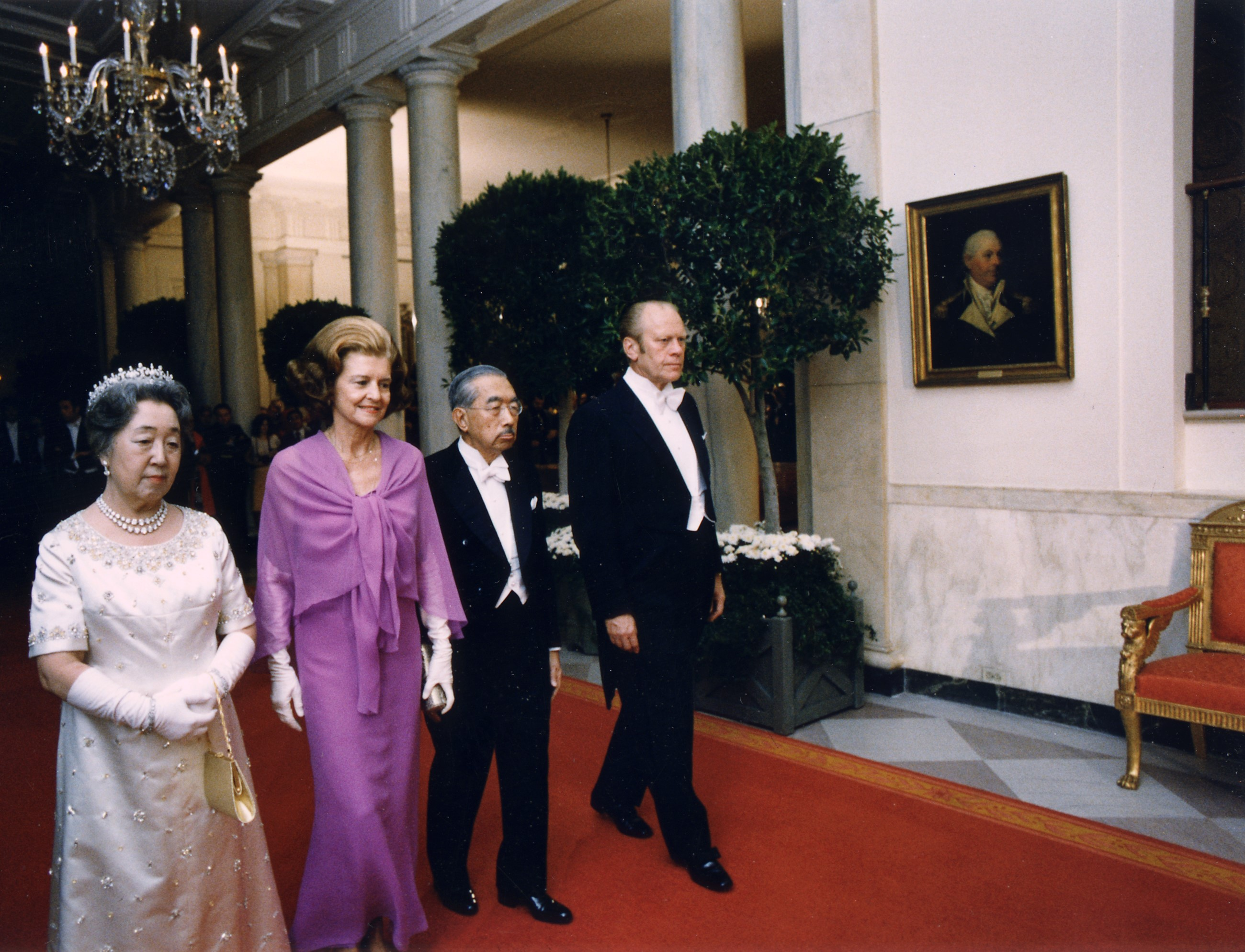
1975年，福特夫婦與日本時任天皇裕仁夫婦在白宮出席國宴，這也是日本天皇與皇后首度訪問美國

福特延續尼克森政府任內对於苏联和中华人民共和国雙方关系的缓和，但繼續維持與中華民國的的外交關係，不過於任內持續從台灣撤軍，駐台美軍人數由1974年底的5千人減少至1977年初的1千5百人，使得美軍的作戰部隊完全撤出台灣，只留下通訊與後勤人員。基於尼克森政府就已经开始与苏联进行的限制战略武器谈判，福特在1976年5月28日與其簽署了限制地下核試驗的條約 。1975年12月福特访问中国，继续了尼克松访问开始的缓和过程。同年福特出發前往歐洲訪問西德，波蘭，芬蘭，羅馬尼亞和南斯拉夫，並与苏联达成赫尔辛基协议，承認蘇聯在歐洲的勢力範圍。將人權引入美蘇關係，使擴張主義受到各國的集體制約；其對蘇聯及東歐共產主義專政的垮台起了推波助瀾之效。这个协议也为独立的非政府组织赫尔辛基观察建立了基础。这个组织的目的在于监视赫尔辛基协议的履行，后来它演化为人权观察。
马亚圭斯号事件成为福特任內一场重大外交危机。1975年5月，红高棉在柬埔寨掌权后不久，柬埔寨人在国际水域上劫掠了美国商船“马亚圭斯号”。福特派美国海军陆战队去营救船上的水手，结果这些陆战队员誤登另一个岛，他们遇到了强烈抵抗。而与此同时，“马亚圭斯号”上的水手獲釋了。但是当时美国人不知道这件事。在这场冲突中41名美军人员阵亡，红高棉约损失60人。

### 兩次遇刺

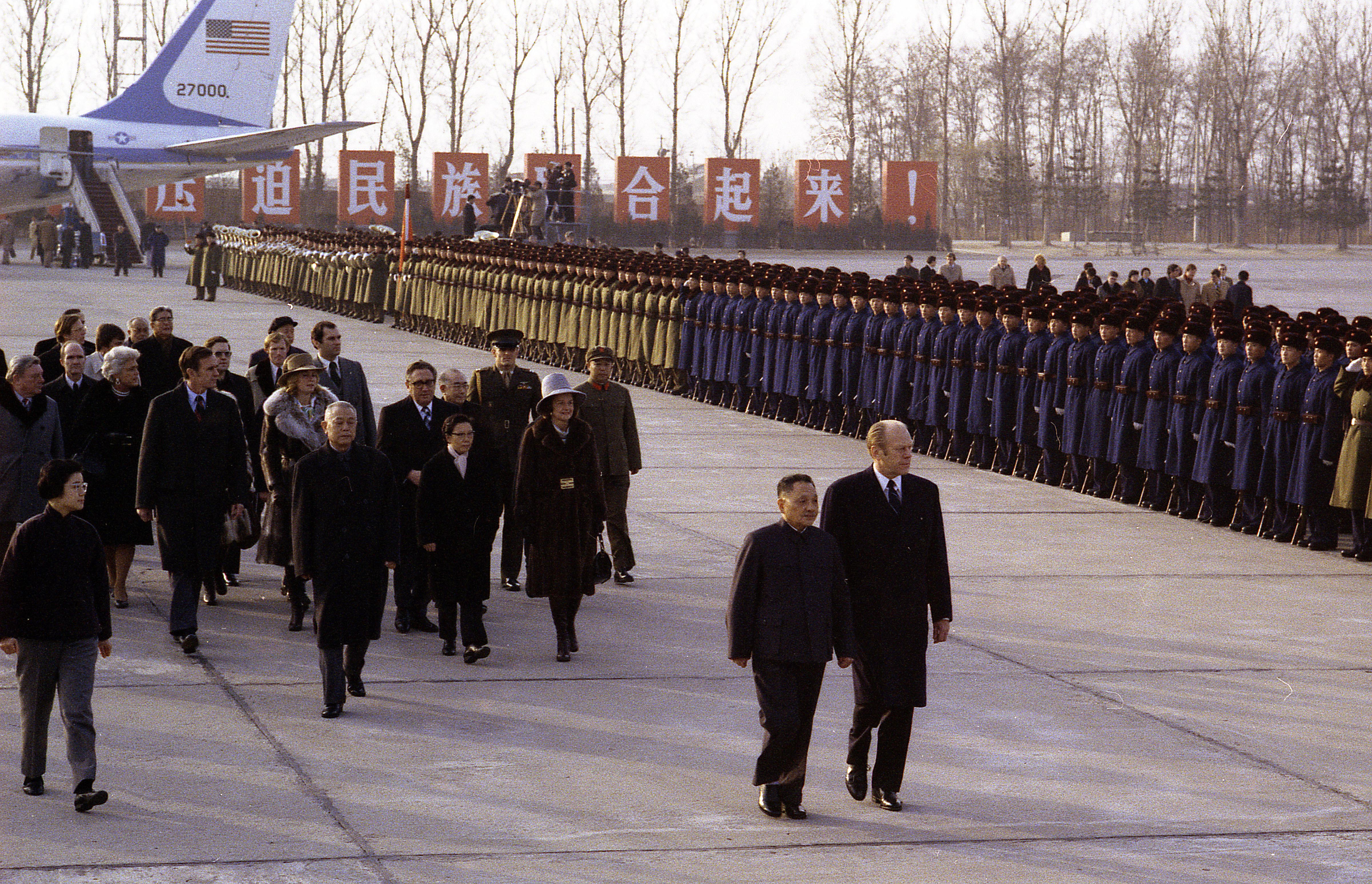
福特總統訪華

福特任总统期间在相隔三星期内有两次有人企图刺杀他。1975年9月5日在加州沙加緬度查尔斯·曼森所統領的邪教組織曼森家族的一名名叫佛羅梅的女追随者拿一把口径.45的手枪对准福特并扣动扳机，但是枪膛里没有子弹，她随即被捕。后来她被以试图刺杀总统而被判无期徒刑。
17天后另一名曾是聯邦調查局線民而後與左派激進組織有關聯的女刺客试图在旧金山枪杀福特，但是一个旁观者将她的枪及时打偏了，流弹击伤附近的一名出租车司机。后来她也被判无期徒刑。

### 任命最高法院法官
1975年福特指命约翰·保罗·史蒂文斯为美国最高法院大法官。史蒂文斯此前被尼克松指命为美国七巡回法院的法官，1975年被命名为最高法院大法官来取代退休大法官威廉·道格拉斯。如上所述，福特在任众议员时曾经试图弹劾道格拉斯。但是史蒂文斯后来参加了法院中的自由派，这使得共和黨保守派很失望。

## 1976年总统大选
1976年福特勉强同意参加总统大选，但首先他必须克服党内的竞争者。前加州州长罗纳德·里根和党内的保守派指责福特未能为南越提供更大的帮助、签署了赫尔辛基协议以及商讨撤出巴拿马运河。里根于1975年秋开始他的大选运动，在数个预选中获胜，但是在密蘇里州堪薩斯城的共和党大会上却退出了选举。共和党内的保守派说服福特放弃比较自由派的洛克菲勒（這也是美國至今最後一次現任總統放棄現任副總統人選的案子），选择堪薩斯州参议员鲍勃·多尔为副总统候选人。
除就特赦尼克松问题的争论和总的反共和党的趋势外福特还必须克服他本人不利的媒体形象。福特在任总统期间曾两次失足跌倒，切维依·蔡斯在《周末夜现场》中经常模仿这两次失足。蔡斯说：“他（指福特）甚至在他自己的自传中提到这对他的大选过程有一定影响。”但是虽然如此福特被看做是美国历史上身体最健壯的总统之一。
1976年的一些活动对福特的大选有利，其中包括美国200周年庆祝，福特总统亲自主持华盛顿哥伦比亚特区的焰火，这次焰火还在全国实况转播。
民主党总统候选人和前喬治亞州州长吉米·卡特以外人和改革者的形象参加大选，他获得了由于水门事件而对共和党失望的选民的支持。在所有的民意调查中卡特均领先，福特始终未能摆脱水门事件和特赦尼克松带来的不满。
在1976年大选中电视辩論又被引入（这是1960年后首次进行电视辩論）。在第一次辩論中福特被看作赢家，但是在第二次辩論中莫名其妙地犯了几个大错，他说：“苏联没有控制东欧，只要福特政府在政，苏联就永不会控制东欧。”福特还说他“不相信波兰人觉得自己受苏联控制。”
最后卡特以很小的多数获胜，50.1%的选民选了卡特，他获得了297张选举人票；福特获得48.0%的支持，获得了240张选举人票。（其實原先有241張，不過華盛頓州的一位選舉人投給差點獲得該屆共和黨提名的雷根。）假如福特获胜的话，那么按照美国宪法第二十二修正案他不能在1980年再次参加大选，因为他在尼克松的原总统任期内已经任了两年以上的总统了。

## 卸任后（1977－2006）
有人认为福特坚定的性格和他的人格帮助重建了政府的尊严。福特的后任吉米·卡特在他1977年的就职演说中一开始就赞扬了离任的总统。

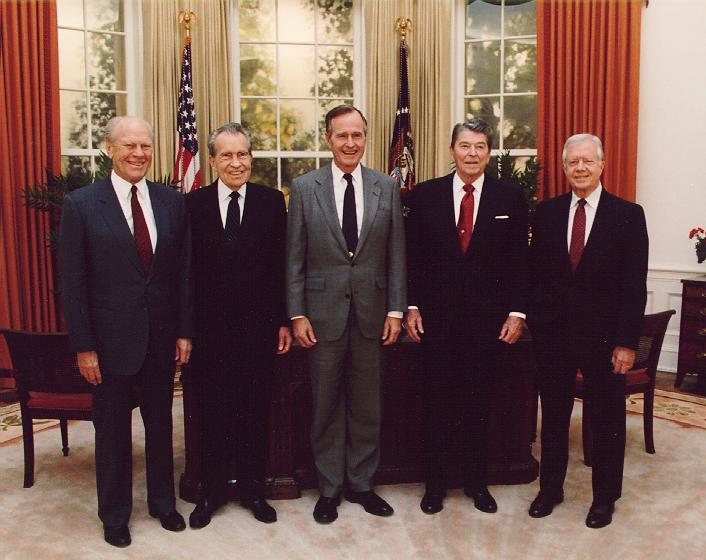
（从左到右：福特、尼克松、老布什、里根和卡特在里根总统图书馆开幕式上的合影（1991年））

福特在离任后依然相当活跃。在他离职后他依然出席对美国重要的历史性和仪式性大事，比如总统就职、纪念儀式等等。許多人期待他在1980年美国总统选举中再度出馬角逐大位，但他於1980年3月15日宣布不會參加共和黨初選。罗纳德·里根成為該屆共和黨總統候選人後，一度考慮福特出任副總統候選人；但福特提出了當選後和里根共享權力的要求，最後里根改選擇乔治·赫伯特·沃克·布什為副手。福特後來似乎在跟里根夫妻的關係上一直有不解的心結，他生前的自述亦提到了這點。
1981年他在大急流村开设了杰拉尔德·福特博物馆，在安娜堡开设了杰拉尔德·福特总统图书馆。1999年比尔·克林顿授予福特總統自由勳章。2001年他因為當年毅然決定特赦尼克松而結束美国自水門案以來的痛苦經歷，被授予肯尼迪勇敢人物奖章。
2000年共和党大会中他两次受轻微的心肌梗死，但很快就恢复过来了。2006年1月他因肺炎住院11日。。罗纳德·里根死后他是最老的前总统。他是僅有4名活到93岁以上的美国总统之一。他也是退职后活得最长的总统之一。

## 逝世與紀念

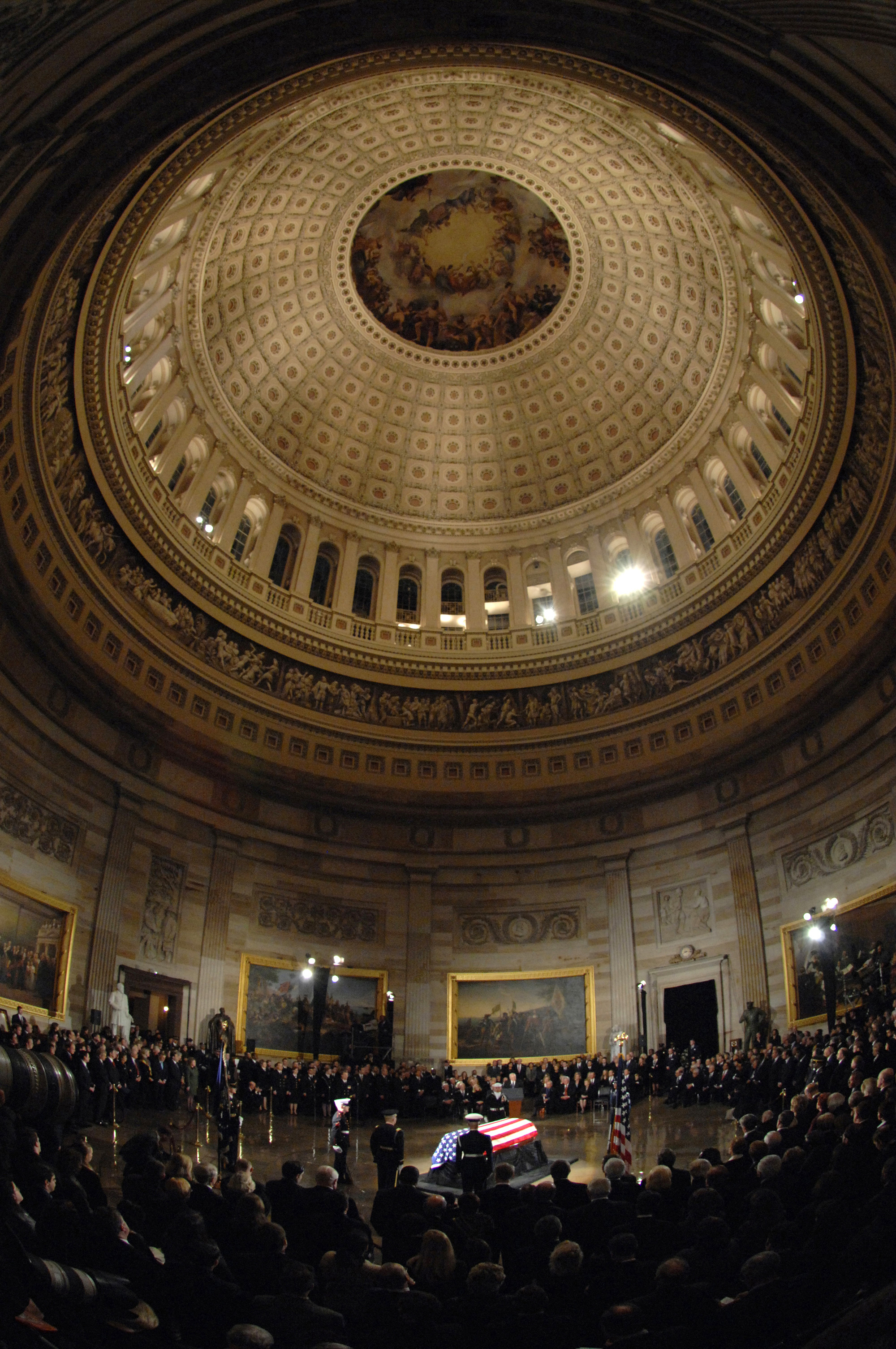
2006年12月30日，福特的國葬在華盛頓哥倫比亞特區的国会大厦舉行

福特於2006年12月26日逝世於其在加利福尼亞州的寓所，以93歲又165天的高齡，成為美國歷史上最長壽的前總統，比罗纳德·里根多活了45天。福特一直保持最長壽紀錄到2017年11月25日，才被老布什超越。福特是美国历史上第三长寿的总统，仅次于卡特与老布什。也是美國歷史上第四長壽的前副總統，僅次於約翰·南斯·迦納（98歲）、列维·P·莫顿（96歲）以及老布什（94歲）。
美國東岸時間23時59分，MSNBC報導福特的妻子貝蒂·福特已經確認他逝世的消息。美國海軍最新型核子動力福特級福特號航空母艦當時就以曾服役美國海軍的福特總統來命名。密西根州設有傑拉爾德·福特博物館與傑拉爾德·福特總統圖書館。2007年1月3日，福特的遗体被安葬在密歇根州的大急流城福特博物馆以北的公園裡，大急流城是他小时候生活、求学、担任律师、步入政界的地方。